# Bolma bathyraphis
Bolma bathyraphis is een slakkensoort uit de familie van de Turbinidae. De wetenschappelijke naam van de soort is voor het eerst geldig gepubliceerd in 1899 door E. A. Smith.